# Mefisto (film)
Mefisto (titlu original Mephisto) este un film dramatic maghiaro-austro-german din 1981 bazat pe romanul cu același titlu scris de Klaus Mann. A fost regizat de István Szabó, produs de Manfred Durniok după un scenariu de Péter Dobai și Szabó.
Filmul urmărește un actor german de teatru, care ajunge nesperat să aibă un succes nemaipomenit pentru interpretarea sa într-o piesă bazată pe opera Faust, în momentul în care naziștii ajung la putere în perioada anterioară celui de-al doilea război mondial. Pe măsură ce colegii și prietenii săi fug sau se tem de teroarea nazistă, popularitatea personajului său înlocuiește propria sa existență până când constată că cea mai bună interpretare a sa se datorează doar patronilor săi naziști. În rolul principal a interpretat Klaus Maria Brandauer, iar Krystyna Janda și Ildiko Bansagi au avut roluri secundare. 
Filmările au avut loc în perioada iulie - noiembrie 1980 la Budapesta, iar unele din celelalte scene au fost înregistrate în Berlinul de Est și de Vest, la Hamburg și la Paris.
Mefisto a fost lansat la 29 aprilie 1981 în Germania și la 8 octombrie 1981 în Ungaria. Filmul a avut recenzii în general pozitive și a fost primul film maghiar care a câștigat premiul Oscar pentru cel mai bun film străin. Următorul film maghiar care va câștiga acest premiu va fi Fiul lui Saul în 2016. Mefisto a mai câștigat premiul pentru cel mai bun scenariu și Premiul FIPRESCI la Festivalul de la Cannes 1981, premiul pentru cel mai bun personaj masculin și premiul pentru cel mai bun film în cadrul Premiilor David di Donatello.
În 2012, filmul s-a clasat pe locul 36 în lista celor mai bune 53 de filme maghiare selectate de membrii Academiei Maghiare de Arte (Magyar Művészeti Akadémia).

## Roman
Romanul Mefisto este considerat a fi unul din cele mai mari romane ale secolului trecut. În acest roman-parabolă, multă vreme interzis în RFG, Klaus Mann surprinde cu finețe mecanismele impunerii unei doctrine totalitare, pervertirea valorilor umane, lașitatea intelectualilor și a păturilor de sus ale societății germane care întâi au desconsiderat și neglijat pericolul nazist, apoi au acceptat tacit "noua ordine".

## Prezentare
Filmul adaptează povestea lui Mefisto și a doctorului Faustus prin faptul că personajul principal Hendrik Höfgen își abandonează conștiința, continuă să joace și să laude Partidul nazist, pentru a-și păstra și îmbunătăți slujba și poziția sa socială. 
Hendrik Höfgen (modelat pe actorul german Gustaf Gründgens, interpretat de Klaus Maria Brandauer) joacă rolul central. Prima treime a filmului îl urmărește pe actorul frustrat și pasionat, care se zbate prin teatre provinciale, dansează și cântă ocazional și joacă în filme pentru a deveni o vedetă. El creează chiar și un teatru bolșevic cu un prieten pentru a avea mai mult de muncă, în perioada de avangardă a începutului anilor 1930, înainte ca naziștii să ajungă la putere. Hendrik are succes mai mare în viața socială și în relațiile sale romantice. Noua sa soție îl urmărește cum interpretează rolul lui Mefisto (diavolul din piesa Faust) chiar înainte ca partidul nazist să ajungă la putere. În timp ce soția sa, actori de seamă și prieteni părăsesc Germania sau protestează împotriva noului regim, Hendrik se întoarce în Germania, ademenit de promisiunea iertării pentru escapada sa cu teatrul bolșevic și din dorința de a interpreta în limba sa. Așadar, atunci când partidul nazist se oferă să-l transforme într-o vedetă, nu ezită. Începe să primească roluri minunate și multe laude. Hendrik reprimește rolul lui Mephisto și este de acord să conducă teatrul național, lucrând în timpul restricțiilor culturale și al brutalității regimului nazist. El trece cu vederea, în totalitate, compromisurile morale profunde pe care le face, încercând să-și găsească o scuzâ pentru acțiunile sale prin folosirea relațiilor sale în rândul naziștilor pentru a-și ajuta prietenii care altfel ar deveni ținte ale regimului. 
Ironia amară a complotului este că visul cel mai îndrăgit al protagonistului este să fie cel mai mare actor din Germania, care joacă pe Hamlet și Mefisto, dar pentru a-și îndeplini acest vis își vinde sufletul și își dă seama, prea târziu, că nu joacă rolul lui Mephisto, ci rolul lui Faust; liderul nazist are un rol major în film (modelat pe Hermann Göring) care este adevăratul Mefisto. 

## Distribuție
- Klaus Maria Brandauer ca Hendrik Hoefgen
- Krystyna Janda ca Barbara Bruckner
- Ildikó Bánsági ca Nicoletta von Niebuhr
- Rolf Hoppe ca prim-ministru (Göring)
- György Cserhalmi ca Hans Miklas
- Péter Andorai ca Otto Ulrichs
- Karin Boyd ca Juliette Martens
- Christine Harbort ca Lotte Lindenthal
- Tamás Major ca Oskar Kroge, regizor de teatru
- Ildikó Kishonti ca Dora Martin, prima femeie
- Mária Bisztrai ca Motzné, tragedienne
- Sándor Lukács ca Rolf Bonetti, bon vivant
- Martin Hellberg ca profesor Reinhardt
- Ágnes Bánfalvy ca Angelika Siebert
- Judit Hernádi ca Rachel Mohrenwitz
- Vilmos Kun ca  manager de teatru

## Recepție
A fost filmul maghiar cu cel mai mari încasări în Statele Unite și Canada, cu un total de 3,9 milioane USD. 

## Premii
Mefisto a primit premiul Oscar din 1981 pentru cel mai bun film străin; acesta a fost propunerea Ungariei. A fost primul film maghiar care a câștigat Oscarul pentru un film străin, următorul fiind Fiul lui Saul în 2016.
La Festivalul de Film de la Cannes din 1981, filmul a câștigat premiul pentru cel mai bun scenariu și premiul FIPRESCI. A primit premiul pentru cel mai bun personaj masculin și premiul pentru cel mai bun film în cadrul Premiilor David di Donatello. A primit premiul pentru cel mai bun film străin în 1982 din partea Consiliului Național de Revizuire a Filmelor din SUA (National Board of Review).
În 2012, filmul s-a clasat pe locul 36 în lista celor mai bune 53 de filme maghiare selectate de membrii Academiei Maghiare de Arte (Magyar Művészeti Akadémia).

## Vezi și
- Listă de filme străine până în 1989
- 1981 în film